# Вишнівська сільська рада (Красноперекопський район)
Вишні́вська сільська́ ра́да — адміністративно-територіальна одиниця та орган місцевого самоврядування у Красноперекопському районі Автономної Республіки Крим. Адміністративний центр — село Вишнівка.

## Загальні відомості
- Населення ради: 2 520 осіб (станом на 2001 рік)

## Населені пункти
Сільській раді були підпорядковані населені пункти:
- с. Вишнівка
- с. Зелена Нива
- с. Кріпке
- с. Уткіне

## Склад ради
Рада складалася з 16 депутатів та голови.
- Голова ради:
- Секретар ради: Кернус Василиса Василівна

### Керівний склад попередніх скликань
| Прізвище, ім'я, по батькові | Основні відомості                                                         | Дата обрання | Дата звільнення |
| --------------------------- | ------------------------------------------------------------------------- | ------------ | --------------- |
| Маршал Артур Анатолійович   | Сільський голова, 1967 року народження, освіта вища, безпартійний         | 26.03.2006   | 31.10.2010      |
| Маршал Артур Анатолійович   | Сільський голова, 1967 року народження, освіта вища, член Партії регіонів | 31.10.2010   | 15.07.2013      |

Примітка: таблиця складена за даними сайту Верховної Ради України

### Депутати
За результатами місцевих виборів 2010 року депутатами ради стали:

#### За суб'єктами висування
| Суб'єкт висування | Кількість обраних депутатів | %    |
| ----------------- | --------------------------- | ---- |
| Партія регіонів   | 15                          | 93,8 |
| Самовисування     | 1                           | 6,3  |

#### За округами
| № округу        | Прізвище, ім'я, по батькові      | Дата визнання обраним | Освіта  | Партійна приналежність | Відомості про обраного депутата                       |
| --------------- | -------------------------------- | --------------------- | ------- | ---------------------- | ----------------------------------------------------- |
| Партія регіонів |                                  |                       |         |                        |                                                       |
| 1               | Бондаренко Володимир Мар'янович  | 01.11.2010            | середня | позапартійний          | ТОВ «Дніпровський 2006», водій                        |
| 2               | Бродт Олександр Теодорович       | 01.11.2010            | вища    | позапартійний          | ТОВ «Дніпровський 2006», інженер                      |
| 3               | Ворона Надія Трофимівна          | 01.11.2010            | середня | член Партії регіонів   | ТОВ «Дніпровський 2006», завідувачка току             |
| 4               | Зорін Леонід Іванович            | 01.11.2010            | середня | позапартійний          | тимчасово не працює                                   |
| 6               | Кернус Василиса Василівна        | 01.11.2010            | вища    | член Партії регіонів   | Вишнівська сільська рада, секретар                    |
| 7               | Комарічева Надія Нестерівна      | 01.11.2010            | середня | член Партії регіонів   | Красноперекопський райтерцентр, інструктор по праці   |
| 8               | Лисакова Інга Леонідівна         | 01.11.2010            | середня | позапартійна           | ТОВ АМГ «Південне», секретар                          |
| 9               | Нівчик Галина Йосипівна          | 01.11.2010            | середня | член Партії регіонів   | Вишнівський фельдшерсько-акушерський пункт, медсестра |
| 10              | Палагута Тамара Гарріївна        | 01.11.2010            | середня | член Партії регіонів   | Красноперекопський ринок, продавець.                  |
| 11              | Пантелєєнко Ольга Анатоліївна    | 01.11.2010            | середня | позапартійна           | ПП «Конєв», продавець                                 |
| 12              | Романюк Володимир Іванович       | 01.11.2010            | середня | позапартійний          | Вишнівська сільська рада, водій                       |
| 13              | Романюк Галина Борисівна         | 01.11.2010            | середня | позапартійна           | ТОВ АМГ «Південне», бухгалтер                         |
| 14              | Усеїнова Фатіма Мудирівна        | 01.11.2010            | середня | позапартійна           | Красноперекопський райтерцентр, медсестра             |
| 15              | Чечотка Наталя Володимирівна     | 01.11.2010            | вища    | член Партії регіонів   | Красноперекопська районна рада, головний бухгалтер    |
| 16              | Шкрігунова Тетяна Володимирівна  | 01.11.2010            | середня | член Партії регіонів   | Красноперекопський райтерцентр, соцпрацівник          |
| Самовисування   |                                  |                       |         |                        |                                                       |
| 5               | Капустінський Юрій Володимирович | 01.11.2010            | середня | позапартійний          | ТОВ АМГ «Південне», охоронець                         |